# Máximo Leontiev
Máximo Leontiev (nascido: Maxim Leontievich Tolstoukhov, em russo:  Максим Леонтьевич Толстоухов, ?, Império Russo - 1711 ou 1712, Pequim, China) foi um padre da Igreja Ortodoxa Russa, reitor da Igreja de Santa Sofia em Pequim e primeiro sacerdote ortodoxo conhecido na China.